# Echinolittorina pulchella
Echinolittorina pulchella is een slakkensoort uit de familie van de Littorinidae. De wetenschappelijke naam van de soort is voor het eerst geldig gepubliceerd in 1845 door Dunker.